# Archibald Douglas, 5:e earl av Douglas
Archibald Douglas, 5:e earl av Douglas, hertig av Touraine, född 1390, död 1439, var en skotsk adelsman.
Douglas blev 1438 regent i Skottland under Jakob II:s omyndighet. Hans båda söner föll 1440 offer för de andra skotska stormännens avund och blev beskyllda för högförräderi. Han väldiga familjegods splittrades därefter inom ätten, och den kom aldrig mer att uppträda med samma samlade makt som den tidigare ägt.